# Sé (Funchal)
Sé ist eine portugiesische Gemeinde (Freguesia) im Kreis Funchal. In ihr leben 2875 Einwohner (Stand 19. April 2021). Zur Gemeinde gehören die unbewohnten Ilhas Selvagens, damit ist Sé die südlichste Gemeinde Portugals. Die Gemeinde umfasst das historische Zentrum Funchals mit der namengebenden Kathedrale von Funchal, dem Rathaus und der Marina. Hier befinden sich diverse Parks, unter anderem der Parque de Santa Catarina, der immer wieder für Festivals und Musikveranstaltungen genutzt wird, und bis zum Sitz der Regionalregierung und dem von Oscar Niemeyer errichteten Casino und der davor befindlichen Statue der österreichischen Kaiserin Elisabeth reicht. 